# Southern Cross Eastern Office Tower
Southern Cross Eastern Office Tower ist der Name eines im März 2006 fertiggestellten Wolkenkratzers in der australischen Millionenmetropole Melbourne. 
Der in dem Komplex SX stehende Wolkenkratzer hat eine Höhe von 162 Metern und gehört somit zu den 50 höchsten Hochhäusern Melbournes.
Koordinaten: 37° 48′ 45,2″ S, 144° 58′ 14,3″ O